# Ординация женщин
Ординация женщины — посвящение женщин в звание духовного лица. Распространена не во всех мировых религиях.

## Древний мир и язычество
Исполнение жреческих функций женщинами засвидетельствовано источниками Древнего Египта, Древнего Междуречья, Греции и Рима. Согласно концепции Марии Гимбутас, было широко распространено и в доиндоевропейской Европе.
Также женщины-жрецы распространены в современных языческих культах Африки, Америки, Австралии и Океании.

## Иудаизм
В талмудический и постталмудический период ортодоксальный иудаизм отвергал возможность для женщин стать раввином. Известный случай работы раввином хасидки Ханны-Рахели Вербермахер в XIX веке не считался ортодоксами прецедентом. С другой стороны, начиная с 1930-х гг. появляются сначала единичные случаи назначения женщин-раввинов сторонниками реформистского иудаизма, которые получают всё большее распространение после Второй Мировой войны, а затем, в 1990-х и далее — и случаи ординации раввинов-женщин; в 2016 году Лила Кагедан стала первой женщиной, работающей раввином в ортодоксальной синагоге.

## Буддизм
В буддизме существует институт женщин-монахинь, однако не столь широко распространённый, как мужское монашество.

## Индуизм
В индуизме допускается посвящение женщин в оба духовных сана — пурохиты и пуджари, наравне с мужчинами. Также женщины, как и мужчины, могут быть гуру (для того, чтобы стать гуру, посвящение не требуется).

## Ислам
Четыре мазхаба суннизма и шиизм сходятся в том, что женщины могут быть имамами (возглавляющими молитву) для групп, состоящих только из женщин. Школа маликитов отвергает такую возможность для женщин.
В Китае с XIX века существуют женские мечети (нуси), возглавляемые женщинами-имамами.
В 1994 году Амина Вадуд, профессор ислама, стала первой женщиной-имамом в ЮАР, возглавившей пятничную молитву в Кейптауне.
В 2004 году 20-летняя Марьям Мирза руководила второй половиной церемонии Ид-аль-Фитра в мечети Этобикоке в Торонто, которую проводила Объединённая мусульманская ассоциация. В том же году Ясмин Шадир руководила ночной молитвой, в которой участвовали как женщины, так и мужчины. Это первый засвидетельствованный случай в современной истории, когда женщина возглавляла богослужение в мечети.

## Синтоизм

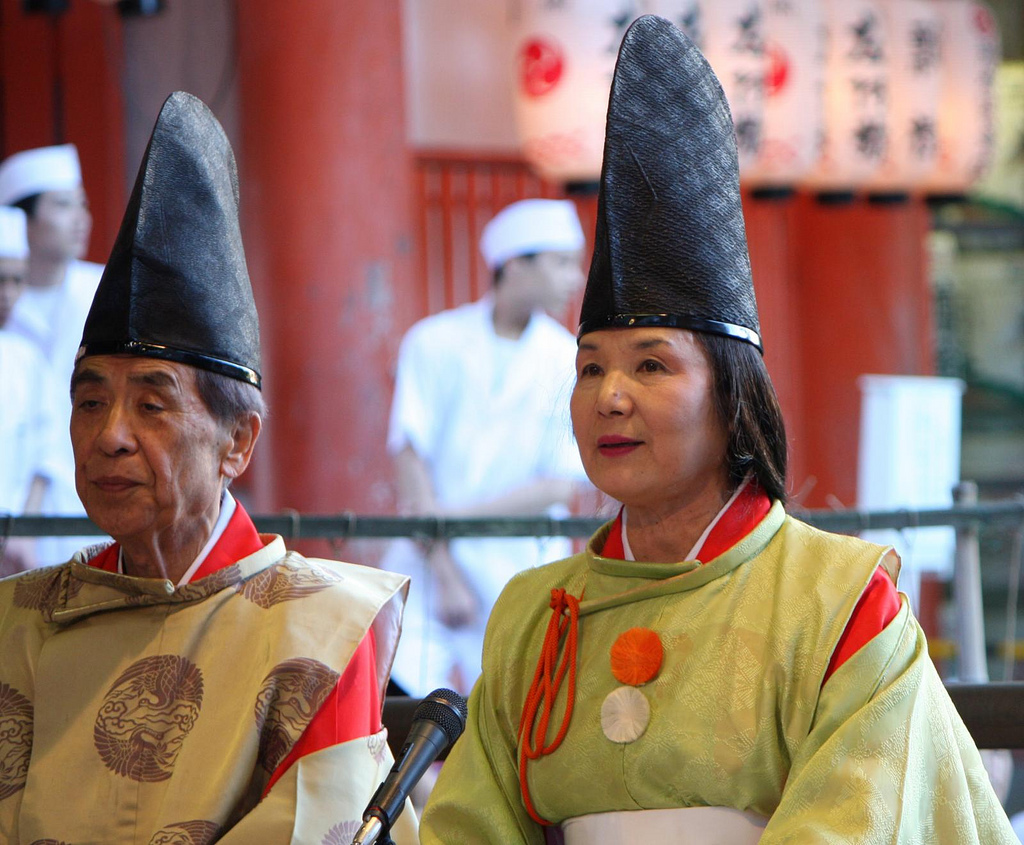
Синтоистский жрец и жрица

В довоенный период существовали жрицы-саин (斎院), родственницы императора по женской линии. Саин, как правило, не выходили замуж, хотя имелись исключения из этого правила.
В послевоенный период получило распространение женское жречество в целом.

## Даосизм
В даосизме священниками могут быть как мужчины, так и женщины.

## Зороастризм
Зороастрийские жрецы могут быть только мужчинами.